# Географія Ліберії
Ліберія — західноафриканська країна, що знаходиться на крайньому заході континенту . Загальна площа країни 111 369 км² (104-те місце у світі), з яких на суходіл припадає 96 320 км², а на поверхню внутрішніх вод — 15 049 км². Площа країни майже у 3 рази більша за площу території Київської області України. 

## Назва
Офіційна назва — Республіка Ліберія, Ліберія (англ. Republic Liberia, Liberia). Назва країни походить від лат. liber — вільний. Країна була названа так 1822 року на означення нової батьківщини, що була викуплена для утворення колонії звільнених і репатрійованих на африканський континент афро-американських рабів. 1847 року колонія отримала незалежність під тією самою назвою.

## Географічне положення

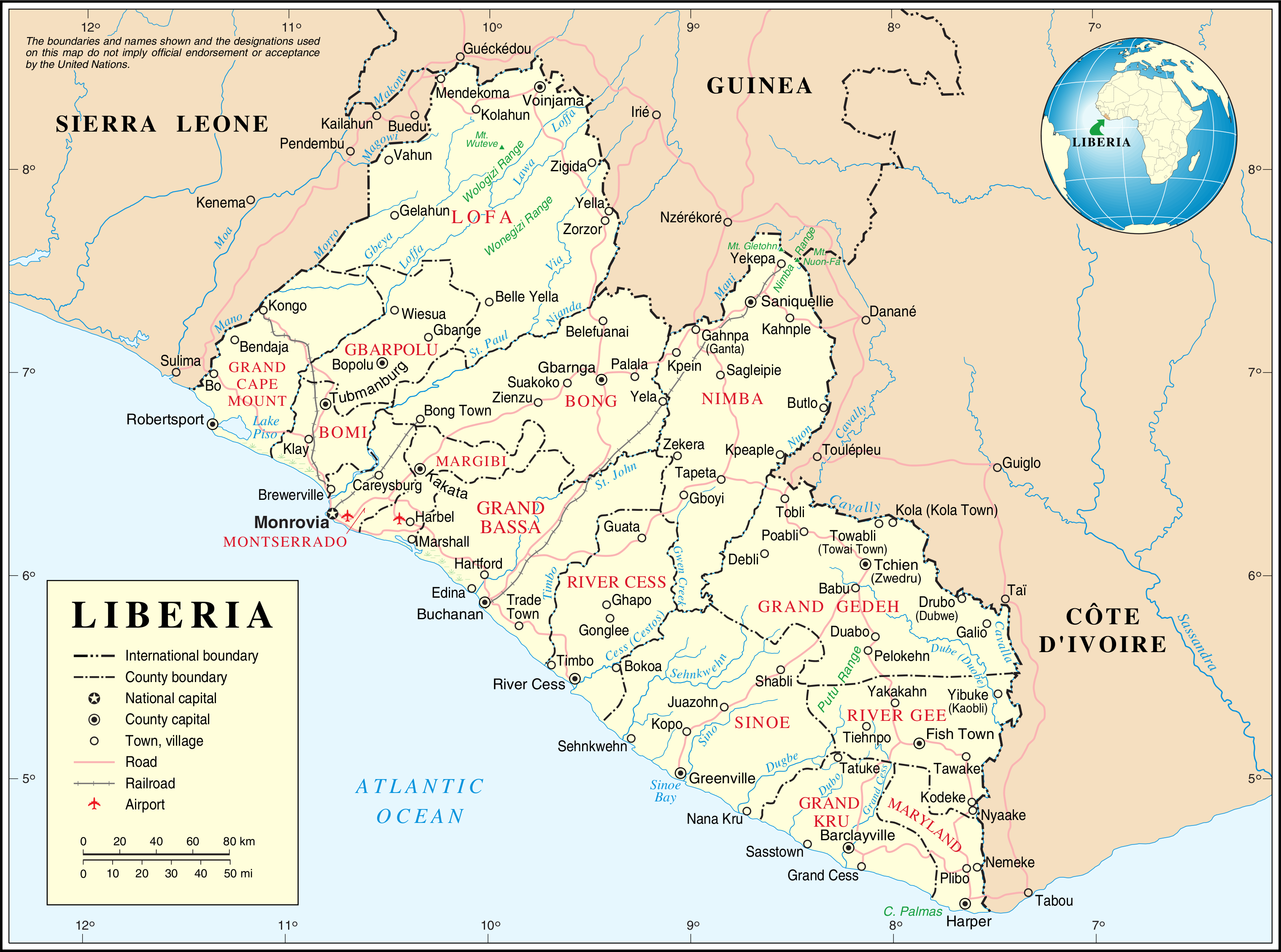
Карта Ліберії від ООН

Ліберія — західноафриканська країна, що межує з трьома іншими країнами: на півночі — з Гвінеєю (спільний кордон — 590 км), на сході — з Кот-д'Івуаром (778 км), на заході — з Сьєрра-Леоне (299 км). Загальна довжина державного кордону — 1667 км. Ліберія на заході омивається водами Атлантичного океану. Загальна довжина морського узбережжя 579 км.
Згідно з Конвенцією Організації Об'єднаних Націй з морського права (UNCLOS) 1982 року, протяжність територіальних вод країни встановлено в 200 морських миль (370,4 км) від узбережжя.

### Час
Час у Ліберії: UTC0 (-2 години різниці часу з Києвом).

## Рельєф
Середні висоти — 243 м; найнижча точка — рівень вод Атлантичного океану (0 м); найвища точка — гора Вутеве (1380 м). Приморська низовинна рівнина слабко розчленована, місцями заболочена. У глибину країни рівнина підвищується до 400—600 м і переходить в Леоно-Ліберійську височину. Численні повноводні але короткі річки (Мано, Лоффа, Сент-Пол тощо). На півночі Ліберії лежить Гвінейська височина, де проходить вододіл між річками сточища Нігера та річками, що течуть в Атлантичний океан. Височина найбільш піднята на півночі, гора Вутеве (1380 м) і північному сході, гора Німба (1752 м), на стику кордону з Гвінеєю і Кот-д'Івуаром). У цьому районі зосереджені багаті поклади залізняку.

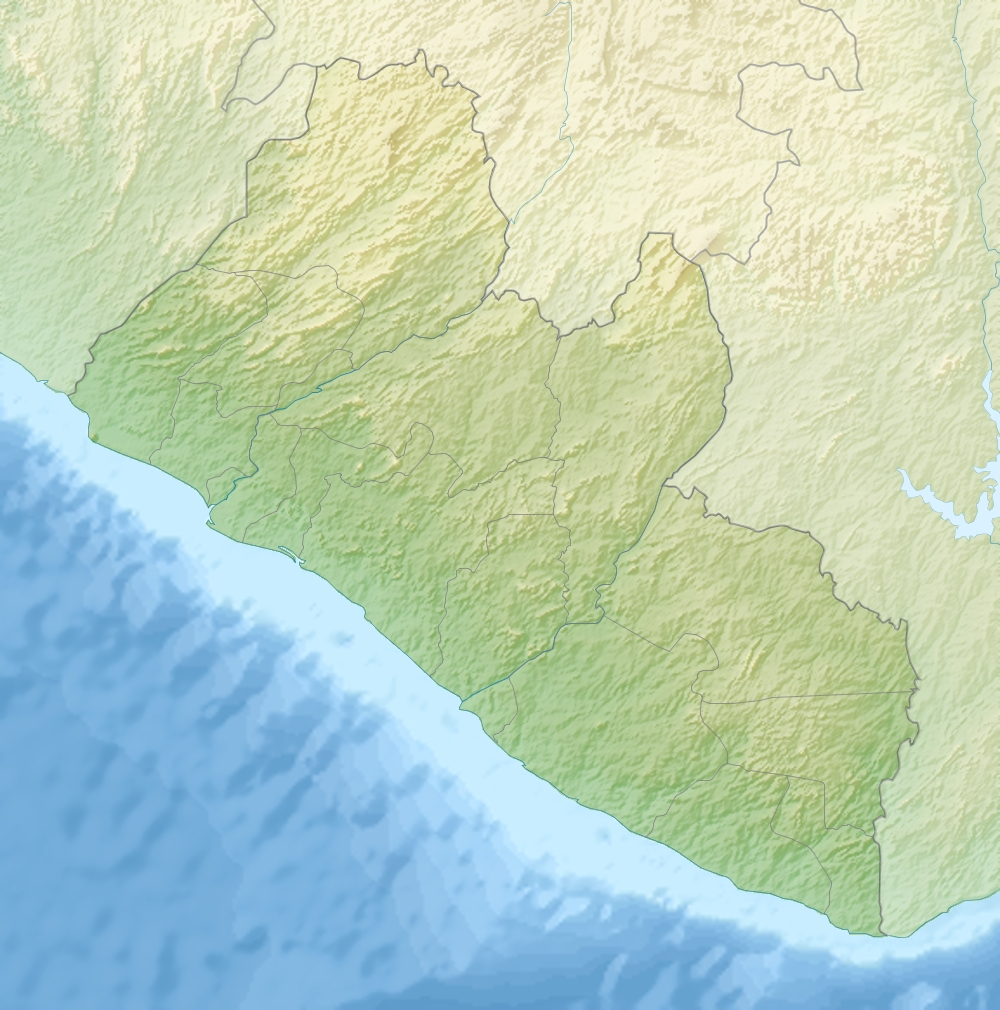
Рельєф Ліберії
Гіпсометрична карта Ліберії (англ.)
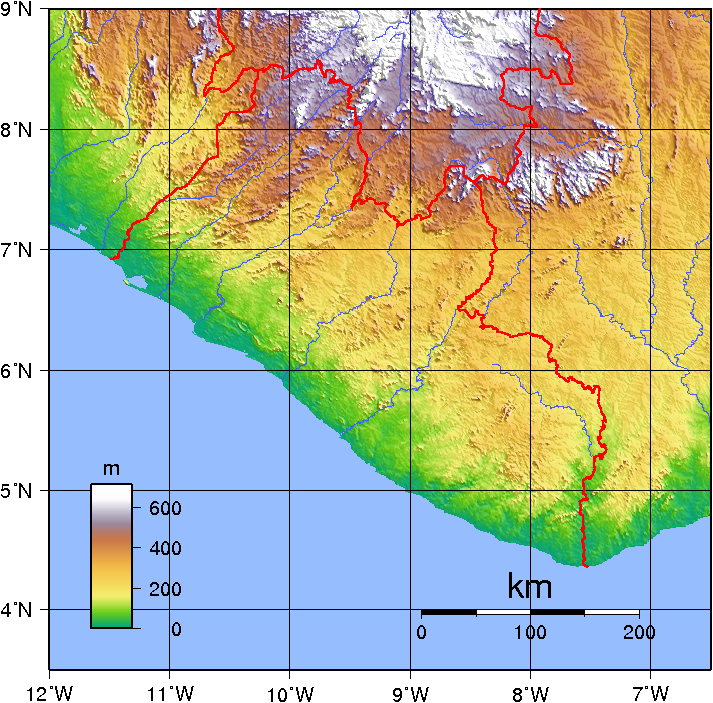
Рельєф Ліберії
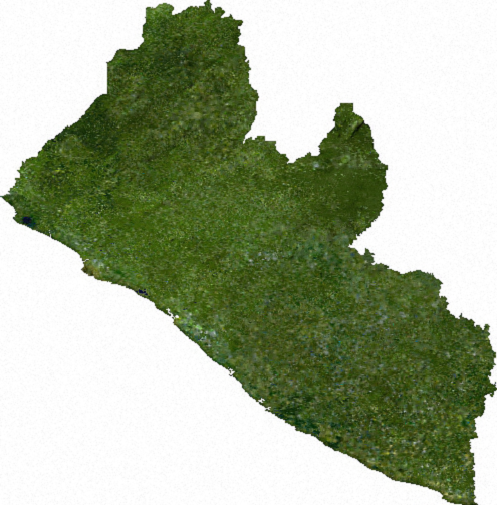
Супутниковий знімок поверхні країни
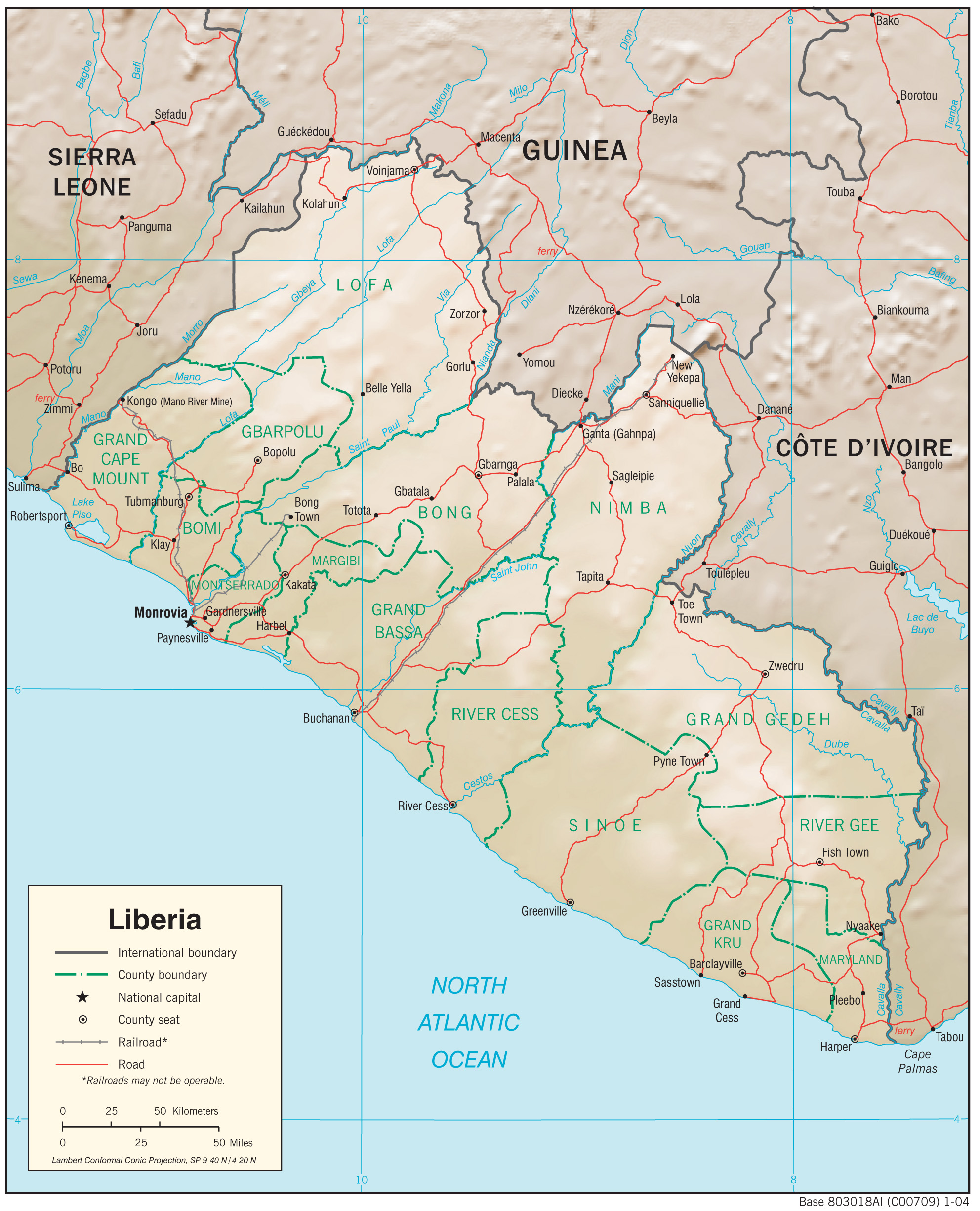
Карта країни (англ.)

Над прибережною низовиною підносяться скелясті останці, включаючи мис Маунт (поблизу міста Робертспорт), що підіймається на 326 м над поверхнею озера Фішермен, яке відоме також під назвою Пісо і являє собою велику лагуну, і мис Месурадо висотою 91 м, на якому знаходиться місто Монровія. На півночі прибережної низовини, за 65 км на північ від Монровії, знаходяться останцеві горби Бомі-Гілс, де є багаті поклади залізняку. Прибережна низовина поступово переходить в густо населену горбисту рівнину висотою 120—370 м. Ця рівнина обмежена крутими уступами плато, що займає значну частину країни. Місцями поверхня плато ускладнена грядами висотою 760 м.

### Узбережжя
Ліберія простягається на 500 км вздовж берега Атлантичного океану. Берегова лінія рівна, але місцями порушена естуаріями річок Мано, Лоффа, Сент-Пол, Сент-Джон, Сесс і Каваллі, які течуть паралельно одна інший по прибережній низовині. Сильний прибій і припливи сприяли формуванню піщаних берегових барів і кіс, орієнтованих з північного заходу на південний схід і які нерідко перегороджують доступ до гирл річок.

## Клімат
Територія Ліберії лежить у субекваторіальному кліматичному поясі, південь у екваторіальному. Влітку переважають екваторіальні повітряні маси, взимку — тропічні. Влітку вітри дмуть від, а взимку до екватора. Сезонні амплітуди температури повітря незначні, зимовий період не набагато прохолодніший за літній; на півдні річні амплітуди непомітні. Зволоження достатнє, часті дощі, зливи з грозами.

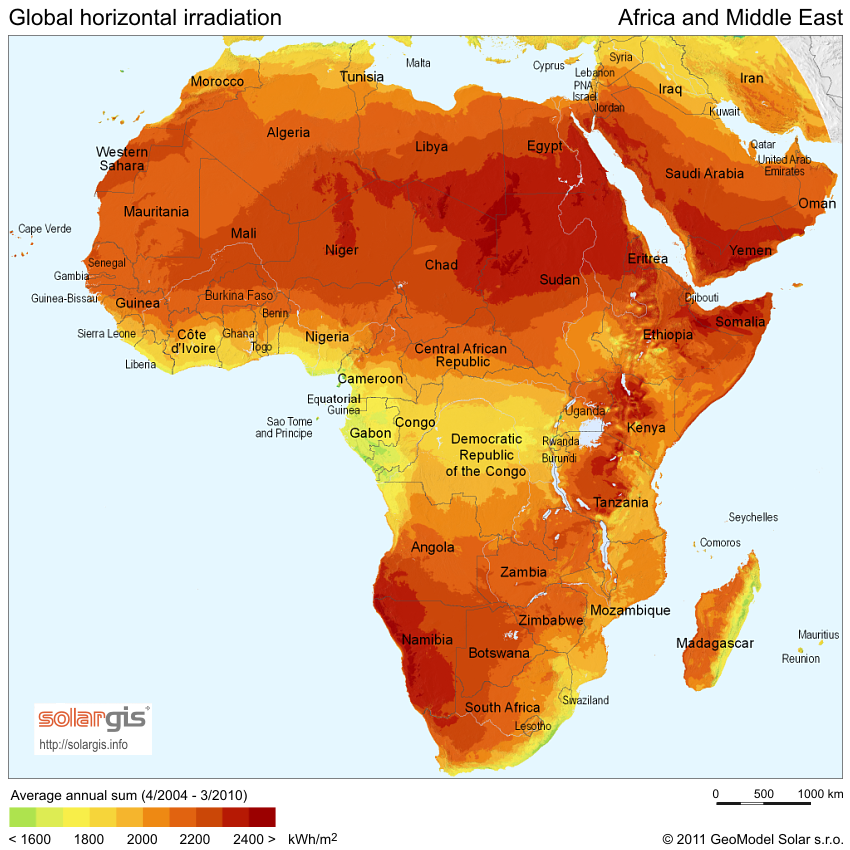
Сонячна радіація (англ.)
Кліматична карта Ліберії (за Кеппеном)
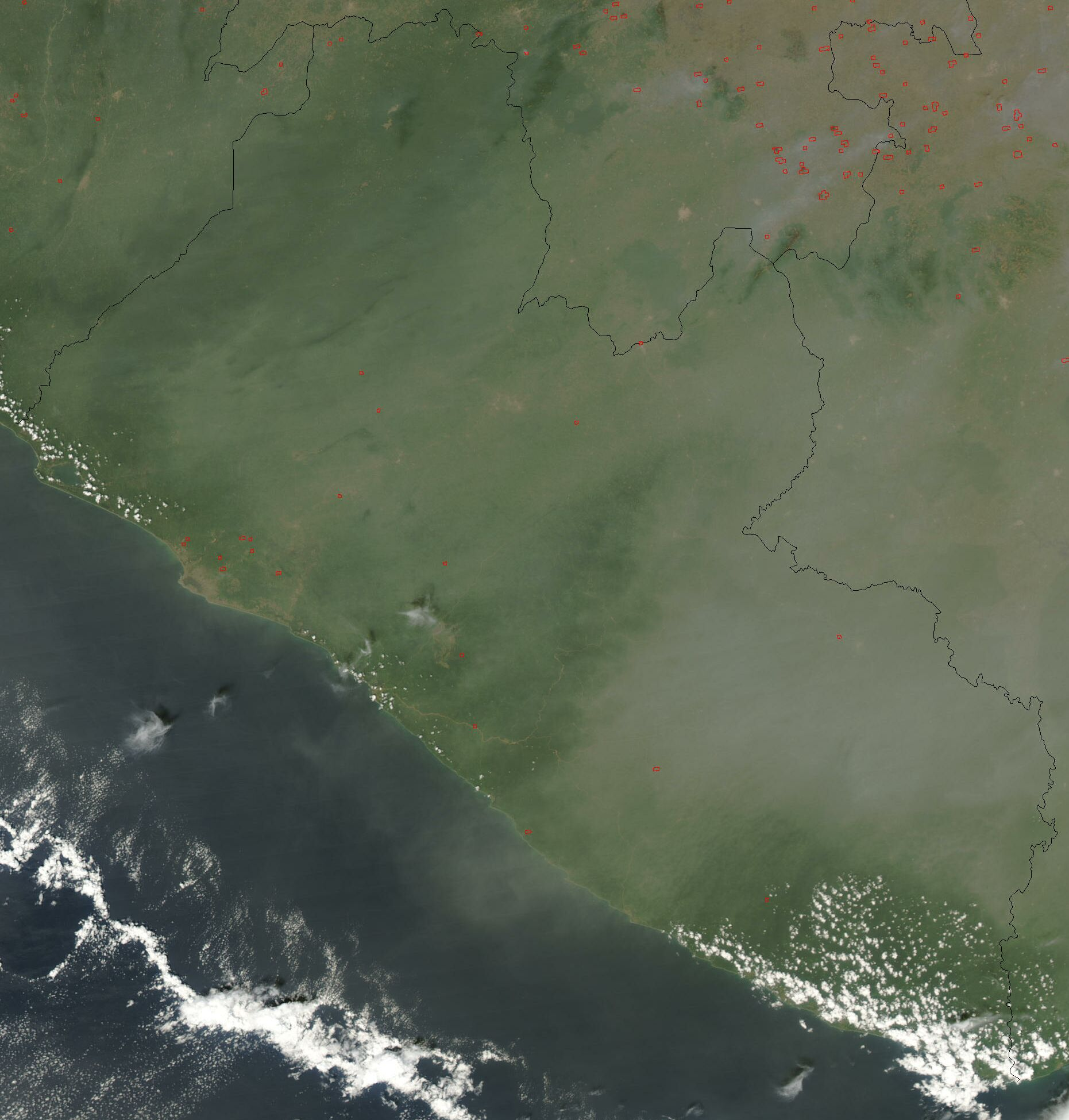
Димка над Ліберією з космосу

Ліберія є членом Всесвітньої метеорологічної організації (WMO), в країні ведуться систематичні спостереження за погодою.

## Внутрішні води

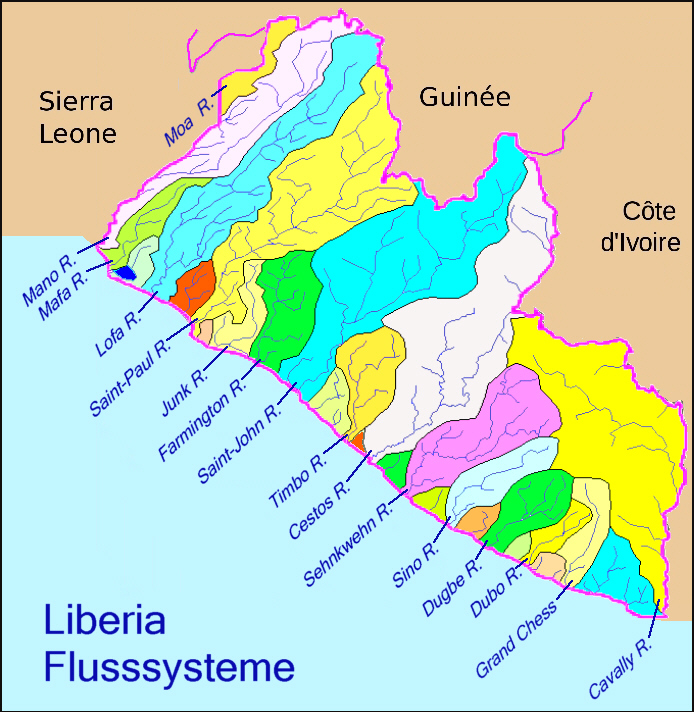
Гідрографічна мережа Ліберії

### Річки
Річки країни належать басейну Атлантичного океану.

## Рослинність
Ліси займають 18 % території (пальми гвеї, цінні тропічні породи дерев); на сході — савана з акацією і баобабом, в яких налічується до 235 видів дерев, у тому числі і 105 ендемічних. Густий вологий тропічний ліс зберігся лише на деяких ділянках узбережжя.

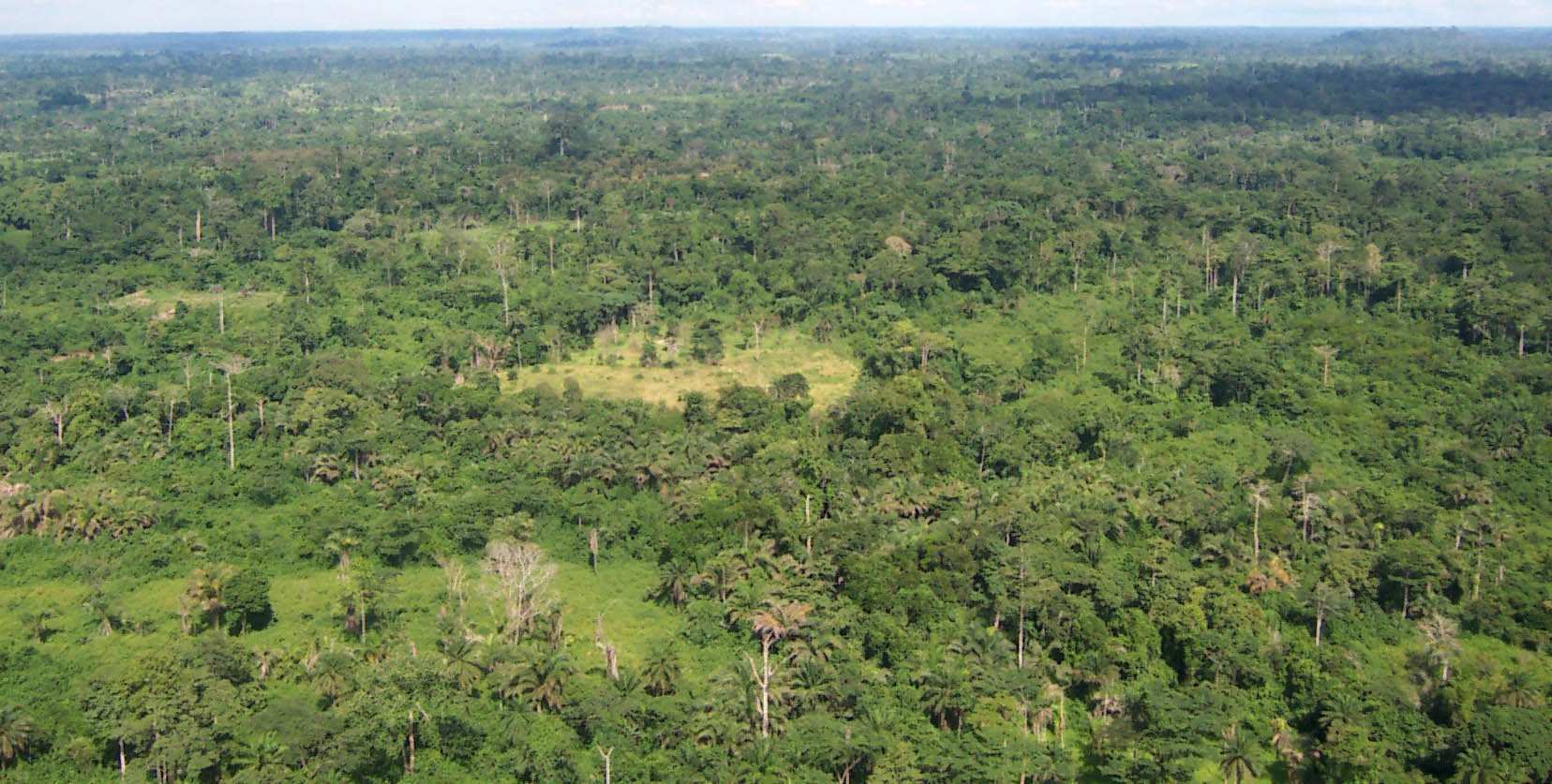
Волога лісо-савана

## Тваринний світ
Зоогеографічно територія країни належить до Західноафриканської підобласті Ефіопської області.

## Стихійні природні явища
На території країни спостерігаються небезпечні природні явища і стихійні лиха: можливі пилові бурі, що їх приносить харматан з Сахари з грудня по березень.

## Природні ресурси =

### Мінеральні ресурси
Надра Ліберії багаті на ряд корисних копалин: залізну руду, алмази, золото.

### Водні ресурси
Загальні запаси відновлюваних водних ресурсів (ґрунтові і поверхневі прісні води) становлять 232 км³. Станом на 2012 рік в країні налічувалось 30 км² зрошуваних земель.

### Земельні ресурси
Земельні ресурси Ліберії (оцінка 2011 року):
- придатні для сільськогосподарського обробітку землі — 28,1 %,
  - орні землі — 5,2 %,
  - багаторічні насадження — 2,1 %,
  - землі, що постійно використовуються під пасовища — 20,8 %;
- землі, зайняті лісами і чагарниками — 44,6 %;
- інше — 27,3 %[1].

## Охорона природи
Серед екологічних проблем варто відзначити:
- знеліснення вологих тропічних лісів, що спричинює зменшення планетарного біорізноманіття;
- ерозію ґрунтів;
- забруднення вод поблизу узбережжя нафтопродуктами і стічними побутовими водами.

Ліберія є учасником ряду міжнародних угод з охорони навколишнього середовища:
- Конвенції про біологічне різноманіття (CBD),
- Рамкової конвенції ООН про зміну клімату (UNFCCC),
- Кіотського протоколу до Рамкової конвенції,
- Конвенції ООН про боротьбу з опустелюванням (UNCCD),
- Конвенції про міжнародну торгівлю видами дикої фауни і флори, що перебувають під загрозою зникнення (CITES),
- Базельської конвенції протидії транскордонному переміщенню небезпечних відходів,
- Конвенції з міжнародного морського права,
- Монреальського протоколу з охорони озонового шару,
- Міжнародної конвенції запобігання забрудненню з суден (MARPOL),
- Міжнародної угоди про торгівлютропічною деревиною 1983 і 1994 років,
- Рамсарської конвенції із захисту водно-болотних угідь[10].

Урядом країни підписані, але не ратифіковані міжнародні угоди щодо: Конвенції про заборону військового впливу на природне середовище (ENMOD),
- Конвенції з охорони морських живих ресурсів[1].

## Фізико-географічне районування
У фізико-географічному відношенні територію Ліберії можна розділити на _ райони, що відрізняються один від одного рельєфом, кліматом, рослинним покривом: .

### Українською
- Атлас світу / голов. ред. І. С. Руденко ; зав. ред. В. В. Радченко ; відп. ред. О. В. Вакуленко. — К. : ДНВП «Картографія», 2005. — 336 с. — ISBN 9666315467.
- Атлас. 7 клас. Географія материків і океанів / Укладачі О. Я. Скуратович, Н. І. Чанцева. — К. : ДНВП «Картографія», 2014.
- Бєлозоров С. Т. Африка : фізико-географічний нарис. — вид. 2-ге, перероб. і доп. — К. : Радянська школа, 1957. — 232 с.
- Барановська О. В. Фізична географія материків і океанів : навч. посіб. для студентів ВНЗ : [у 2 ч.]. — Н. : Ніжинський державний університет ім. Миколи Гоголя, 2013. — 306 с. — ISBN 978-617-527-106-3.
- Гожик П. Ф., Лялько В. І., Бабаєв Ю. Ю. Регіональна геологія світу. — К. : Наук. думка, 2015. — 424 с.
- Ліберія // Гірничий енциклопедичний словник : [у 3-х тт.] / за ред. В. С. Білецького. — Д. : Східний видавничий дім, 2004. — Т. 3. — 752 с. — ISBN 966-7804-78-X.
- Костів Л. Я. Фізична географія материків і океанів. Африка : навч.-метод. посібник. — Л. : Видавничий центр ЛНУ імені Івана Франка, 2017. — 184 с. — ISBN 978-617-10-0374-3.
- Панасенко Б. Д. Фізична географія материків : навч. посіб. : в 2 ч. — В. : ЕкоБізнесЦентр, 1999. — 200 с.
- Позняк С. П. Ґрунтознавство і географія ґрунтів:  Підручник. У 2-х част. Ч. 2. — Львів : Вид-во ЛНУ, 2010. —  286 с.
- Юрківський В. М. Регіональна економічна і соціальна географія. Зарубіжні країни: Підручник. — 2-ге. — К. : Либідь, 2001. — 416 с. — ISBN 966-06-0092-5.

### Англійською
- (англ.) Graham Bateman. The Encyclopedia of World Geography. — Andromeda, 2002. — 288 с. — ISBN 1871869587.

### Російською
- (рос.) Авакян А. Б., Салтанкин В. П., Шарапов В. А. Водохранилища. — М. : Мысль, 1987. — 326 с. — (Природа мира)
- (рос.) Алисов Б. П., Берлин И. А., Михель В. М. Курс климатологии [в 3-х тт.] / под. ред. Е. С. Рубинштейна. — Л. : Гидрометиздат, 1954. — Т. 3. Климаты земного шара. — 320 с.
- (рос.) Апродов В. А. Вулканы. — М. : Мысль, 1982. — 368 с. — (Природа мира)
- (рос.) Апродов В. А. Зоны землетрясений. — М. : Мысль, 2010. — 462 с. — (Природа мира) — ISBN 978-5-244-01122-7.
- (рос.) Либерия // Африка: энциклопедический справочник [в 2-х тт.] / гл. ред. А. А. Громыко. — М. : Советская энциклопедия, 1986. — 671 с.
- (рос.) Браун Л. Африка. — М. : Прогресс, 1976. — 288 с. — (Континенты, на которых мы живем)
- (рос.) Букштынов А. Д., Грошев Б. И., Крылов Г. В. Леса. — М. : Мысль, 1981. — 316 с. — (Природа мира)
- (рос.) Власова Т. В. Физическая география материков. С прилегающими частями океанов. Южная Америка, Африка, Австралия и Океания, Антарктида. — 4-е, перераб. — М. : Просвещение, 1986. — 269 с.
- (рос.) Гвоздецкий Н. А., Голубчиков Ю. Н. Горы. — М. : Мысль, 1987. — 400 с. — (Природа мира)
- (рос.) Гвоздецкий Н. А. Карст. — М. : Мысль, 1981. — 214 с. — (Природа мира)
- (рос.) Географический энциклопедический словарь: географические названия / под. ред. А. Ф. Трёшникова. — 2-е изд., доп. — М. : Советская энциклопедия, 1989. — 585 с. — ISBN 5-85270-057-6.
- (рос.) Исаченко А. Г., Шляпников А. А. Ландшафты. — М. : Мысль, 1989. — 504 с. — (Природа мира) — ISBN 5-244-00177-9.
- (рос.) Каплин П. А., Леонтьев О. К., Лукьянова С. А., Никифоров Л. Г. Берега. — М. : Мысль, 1991. — 480 с. — (Природа мира) — ISBN 5-244-00449-2.
- (рос.) Словарь современных географических названий / под общей редакцией акад. В. М. Котлякова. — Екатеринбург : У-Фактория, 2006.
- (рос.) Литвин В. М., Лымарев В. И. Острова. — М. : Мысль, 2010. — 288 с. — (Природа мира) — ISBN 978-5-244-01129-6.
- (рос.) Лобова Е. В., Хабаров А. В. Почвы. — М. : Мысль, 1983. — 304 с. — (Природа мира)
- (рос.) Максаковский В. П. Географическая картина мира. Книга I: Общая характеристика мира. — М. : Дрофа, 2008. — 495 с. — ISBN 978-5-358-05275-8.
- (рос.) Максаковский В. П. Географическая картина мира. Книга II: Региональная характеристика мира. — М. : Дрофа, 2009. — 480 с. — ISBN 978-5-358-06280-1.
- (рос.) Поспелов Е. М. Географические названия мира: Топонимический словарь. — М. : АСТ, 2005.
- (рос.) Либерия // Страны Африки. Политико-экономический справочник / ред. В. Солодовников, В. Румянцев. — М. : Издательство политической литературы, 1969. — 318 с.
- (рос.) Физико-географический атлас мира. — М. : Академия наук СССР и Главное управление геодезии и картографии ГУГК СССР, 1964. — 298 с.
- (рос.) Энциклопедия стран мира / глав. ред. Н. А. Симония. — М. : НПО «Экономика» РАН, отделение общественных наук, 2004. — 1319 с. — ISBN 5-282-02318-0.